# Irene Paleólogo (hija de Juan V)
Irene Paleólogo (en griego: Εἰρήνη Παλαιολογίνα, nacida en 1349) fue una princesa bizantina del siglo XIV, hija del emperador bizantino Juan V Paleólogo y de la emperatriz Helena Cantacuceno.
En 1352, su padre y su madre partieron hacia Tracia para hacerse cargo de la administración de las ciudades que les había cedido su abuelo Juan VI Cantacuceno. Irene, sin embargo, permaneció en la capital, donde su padre confió la crianza y educación de su hija a su abuela, la emperatriz Irene Asanina, quien la cuidó hasta que sus padres regresaron. En 1358, Irene, de diez años, se comprometió con Şehzade Halil, un príncipe otomano, hijo del sultán Orhan I. El prometido de Irene también era su primo hermano, ya que su madre Teodora Cantacuceno era tía materna de Irene, hermana de la emperatriz Helena Cantacuceno. En 1357, el príncipe otomano fue secuestrado por piratas genoveses y, después de largos intentos de liberarlo con la ayuda del hermano de Irene, Andrónico IV Paleólogo, fue liberado por un gran rescate en 1359. Según algunos, poco después de esto, Irene se casó con Halil y logró darle dos hijos, antes de que él mismo fuera asesinado por su hermano Murad I en 1362. En 1372, los bizantinos ofrecieron la mano de Irene al rey Pedro II de Chipre, pero la oferta fue rechazada por los chipriotas. No hay más información sobre la vida de la princesa.